# Nicastrin
Nicastrin ist ein transmembranes Glycoprotein, das als eine von vier Untereinheiten essentieller Bestandteil des Gamma-Sekretase-Komplexes ist. Das Protein wirkt im Gamma-Sekretase-Komplex möglicherweise als stabilisierend und spaltet integrale Membranproteine, wie beispielsweise die Rezeptoren des Notch-Signalwegs und das Amyloid-Precursor-Protein. Aus letzterem entsteht dabei die Beta-Amyloid – die Hauptkomponente in den neuronalen Plaques, die in den Gehirnen von Alzheimer-Patienten gefunden werden. Die genaue Rolle von Nicastrin in der Entstehung von Alzheimer ist jedoch noch unbekannt.
Mutationen im codierenden NCSTN-Gen können zu familiärer Acne inversa führen.